# Ignacy Gurowski

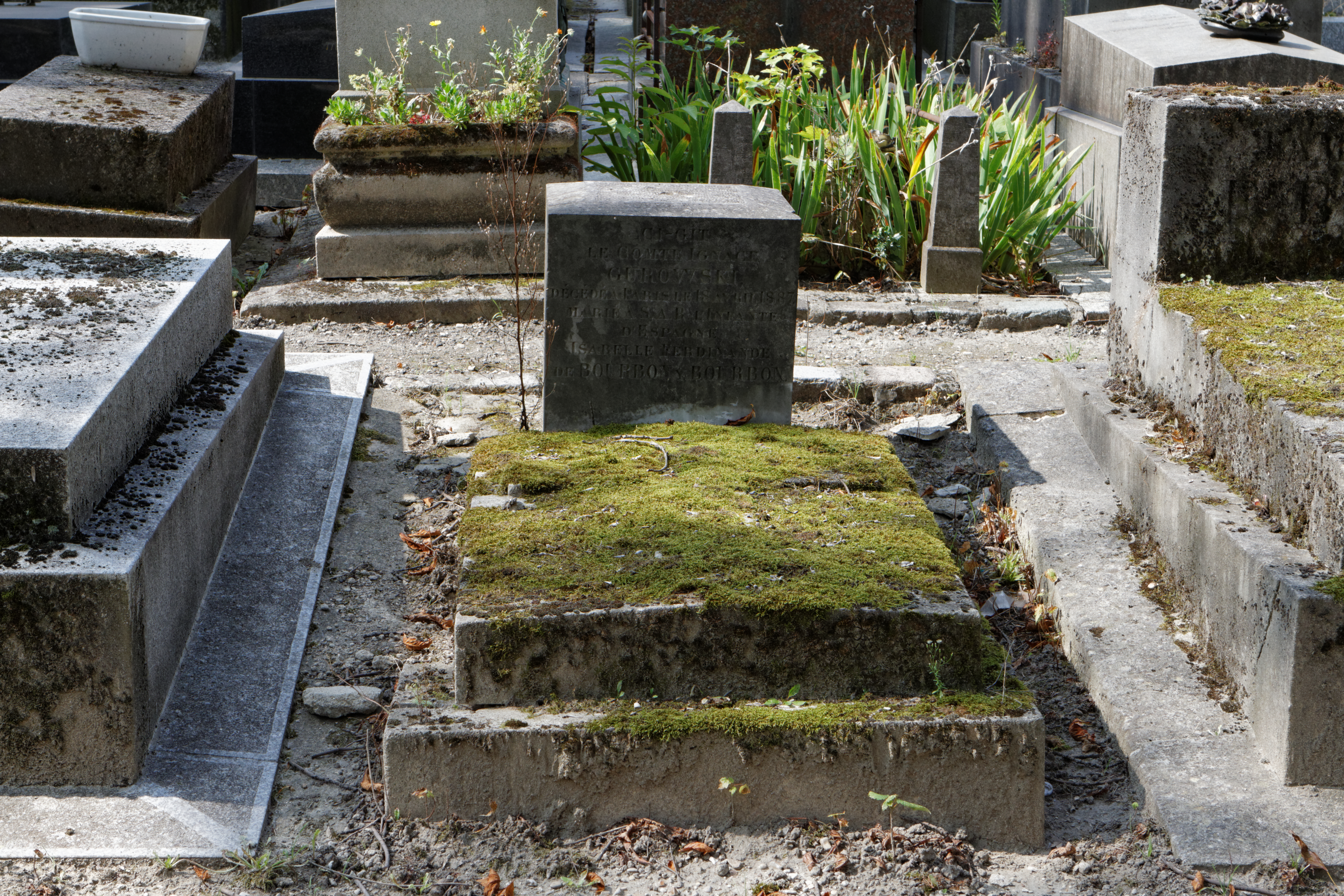
Grób Ignacego Gurowskiego i jego żony na cmentarzu Père-Lachaise

Ignacy Wenzel Mieczysław Gurowski, znany także jako Ignacio lub Ignacio Wenceslao Gurowski (ur. 17 maja 1812 w Kaliszu (?), zm. 18 kwietnia 1887 w Paryżu) – polski arystokrata, oficer powstania listopadowego, grand Hiszpanii, dyplomata.

## Życiorys
Był synem Władysława Gurowskiego (syn Rafała), starosty kolskiego i Genowefy z Cieleckich, młodszym bratem Adama, Mikołaja, Józefa, Bolesława. Pochodził z rodziny kasztelańskiej herbu Wczele z tytułem hrabiowskim. Jego najstarszy brat, Adam, był publicystą politycznym i historiozoficznym, działaczem politycznym okresu powstania listopadowego i Wielkiej Emigracji. Natomiast jedna z sióstr, Cecylia, wyszła za mąż za barona Frederiksa, generała adiutanta cara Mikołaja I, zaś druga, Dezyderia, poślubiła Józefa Komorowskiego (1791–1827), członka opozycji kaliszan.
W 1830 ukończył szkołę w Kaliszu. Studiował na Królewskim Uniwersytecie Warszawskim i na uniwersytecie w Heidelbergu. W czasie powstania listopadowego w Legii Litewsko-Wołyńskiej, dosłużył się stopnia podporucznika, po upadku powstania znalazł się na emigracji. 
W 1834 osiadł w Paryżu, gdzie wiódł rozpasany żywot. Rok później wprowadził się do domu markiza Astolphe de Custine, przy rue de La Rochefoucauld, którego kochankiem pozostawał przez 5 lat. Markiz de Custine, znany powszechnie ze swoich upodobań seksualnych, wraz z pozostającymi z nim w jednoczesnym związku hrabią Gurowskim i Anglikiem Edwardem Saint-Barbe, zostali wymienieni w policyjnym spisie homoseksualistów. W 1839 Ignacy towarzyszył markizowi de Custine w podróży do Rosji, której owocem były napisane przez Francuza "Listy z Rosji". 
W czasie pobytu we francuskiej stolicy hrabia Gurowski poznał, a następnie potajemnie poślubił w Dover (1841), Isabel de Borbón, infantkę Hiszpanii (1821–1897), córkę Franciszka de Paula Burbon (syna króla Karola IV Burbona) i Ludwiki Burbon-Sycylijskiej. Małżeństwo osiadło w Brukseli i cieszyło się licznym potomstwem. Po przełamaniu sprzeciwu rodziny infantki, uzyskał, za sprawą małżeństwa z członkinią królewskiej familii, tytuł granda Hiszpanii, a następnie nawet w imieniu królowej Izabeli II prowadził dyplomatyczne rozmowy z cesarzem Napoleonem III. Zmarł w Paryżu w rok po przeprowadzeniu się tam. Spoczywa na cmentarzu Père-Lachaise.
Postać Ignacego Gurowskiego występuje w powieści Elżbiety Cherezińskiej pt. Turniej cieni.